# Dendrobium secundum
Dendrobium secundum är en orkidéart som först beskrevs av Carl Ludwig von Blume, och fick sitt nu gällande namn av John Lindley och Nathaniel Wallich. Dendrobium secundum ingår i dendrobiumsläktet som ingår i familjen orkidéer. Inga underarter finns listade i Catalogue of Life.

## Bilder

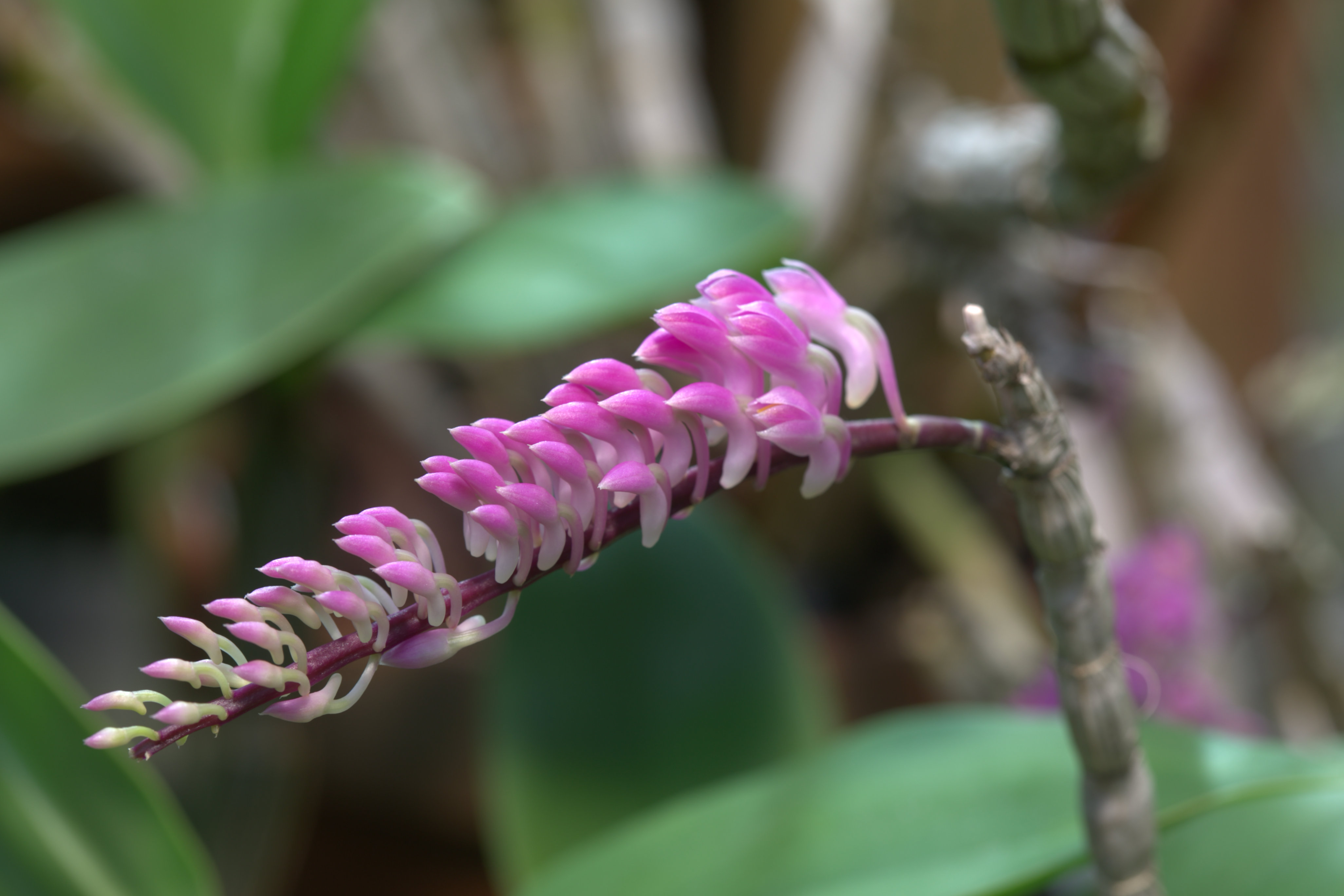
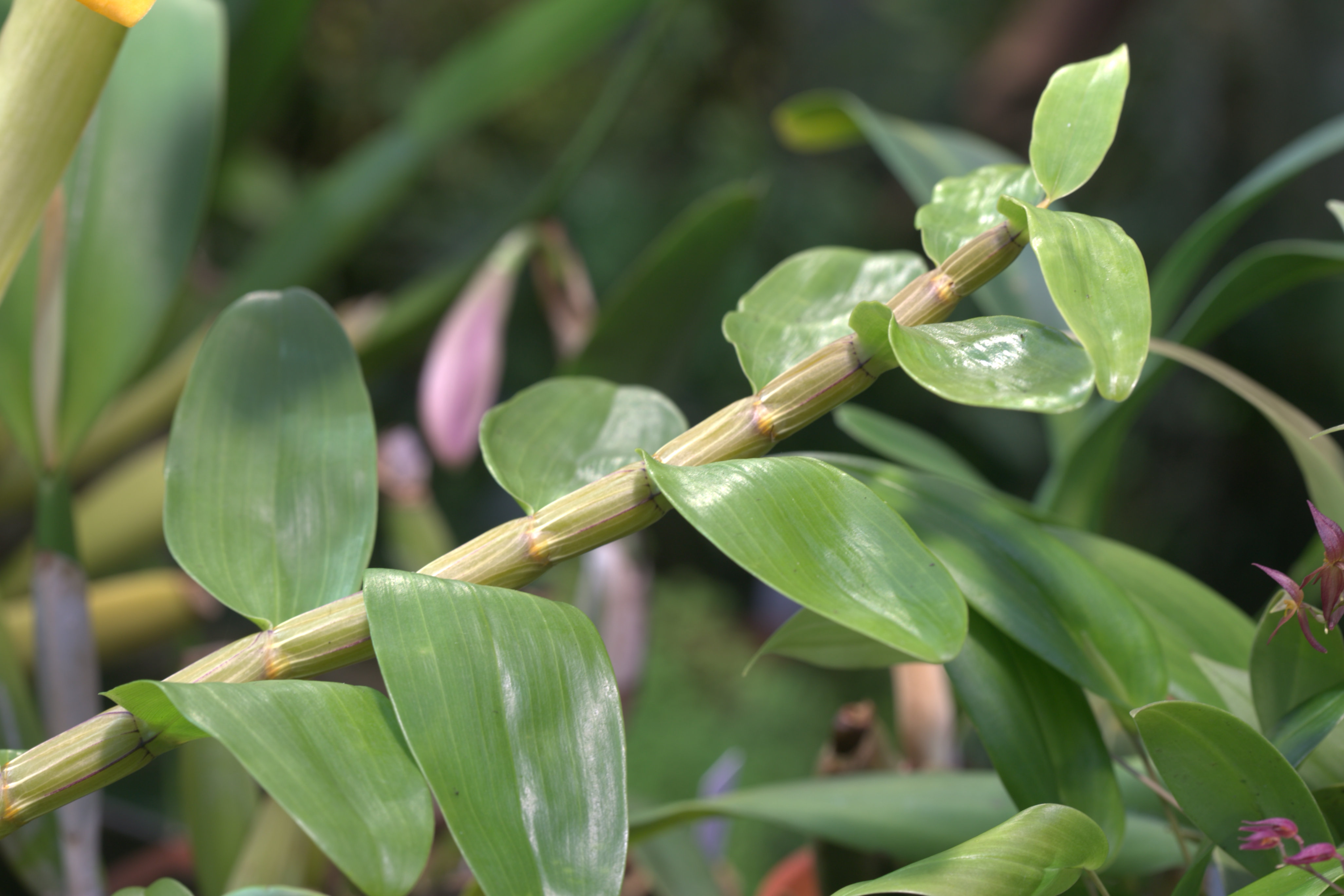
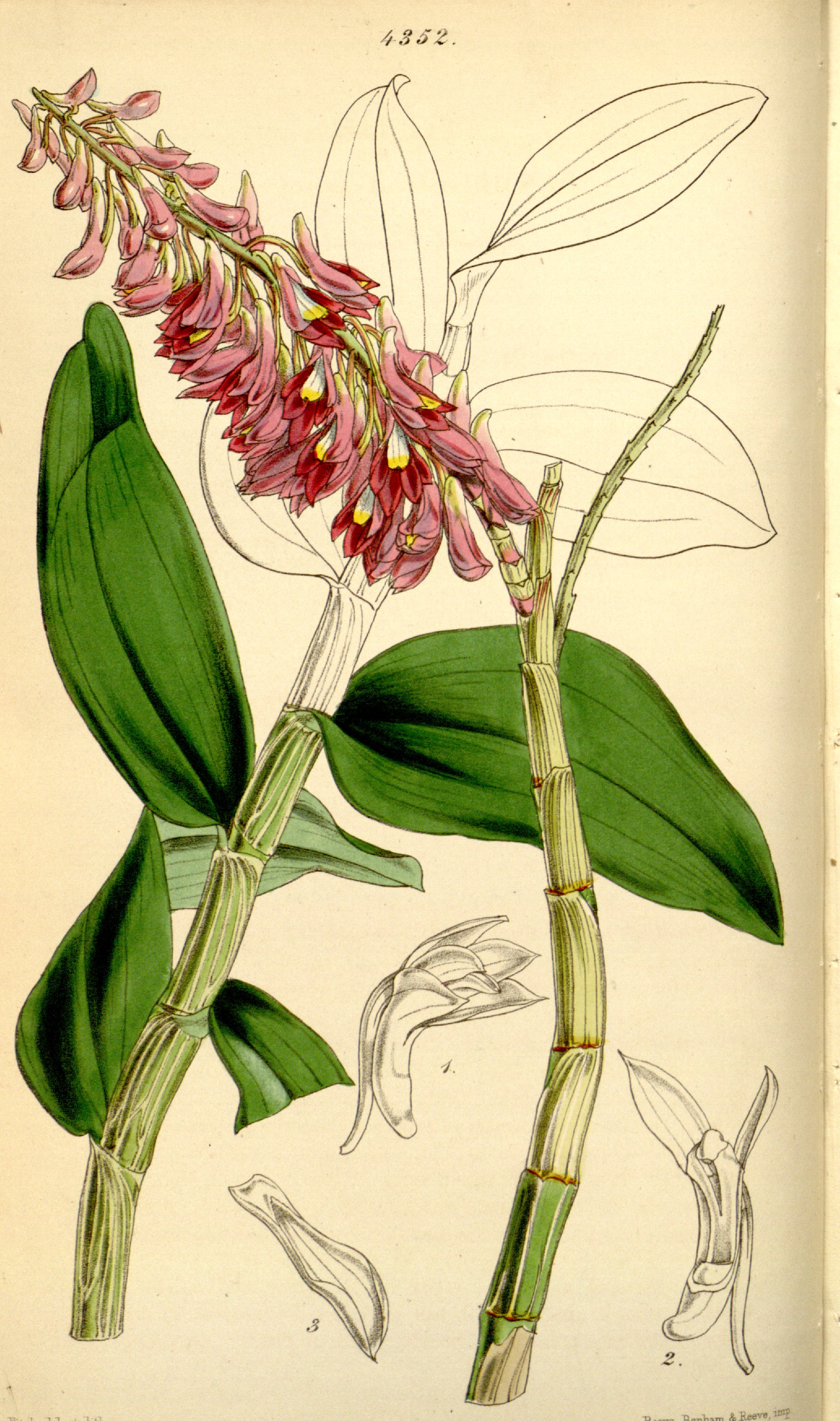